# 孙中山先生纪念堂及纪念碑
先生纪念堂及纪念碑，位于中国青海省西宁市城西区，为第四批青海省文物保护单位，公布日期为1986年5月27日，类型为近现代重要史迹及代表性建筑。
先生纪念堂及纪念碑的历史年代为民国。